# Günedoğru, Doğanşehir
Günedoğru là một xã thuộc huyện Doğanşehir, tỉnh Malatya, Thổ Nhĩ Kỳ. Dân số thời điểm năm 2011 là 952 người.